# Віраппан
Кусі Мунісамі Віраппан (18 січня 1952 – 18 жовтня 2004) — відомий індійський злочинець та лідер бандформування, що займався злочинною діяльністю протягом 36 років. Його звинувачували в контрабанді деревини та браконьєрстві у чагарникових угіддях і лісах у штатах Таміл Наду, Карнатака та Керала. 
Його розшукували за вбивство близько 184 людей, половина з яких були поліцейськими та лісниками, а також за незаконне вбивство понад двох тисяч слонів і контрабанду слонової кістки на суму 2,6 мільйона доларів і близько 65 тонн сандалового дерева вартістю приблизно в 22 мільйони доларів.
Віраппан народився у родині тамілів касти Ванніяр у Гопінатхамі, Коллегал, округ Коїмбатор (штат Мадрас) у 1952 році. У 1990 році він одружився з жінкою на ім'я Мутулакшмі.

## Кримінальна діяльність
Віраппан розпочав свою кримінальну кар’єру, допомагаючи своєму дядькові Саалваю Гундеру, відомому браконьєру та контрабандисту сандалового дерева. Віраппан спочатку працював контрабандистом сандалового дерева та слонової кістки, полюючи на слонів заради їхніх бивнів. Згодом він покинув дядька. Протягом наступних двадцяти п’яти років Віраппан та його банда вбили від 2000 до 3000 слонів. Вперше він був заарештований у 1972 році.
Після скоєння свого першого вбивства у віці 17 років, він почав вбивати тих, хто чинив опір його незаконній діяльності. Його жертвами, як правило, були поліцейські, лісничі та інформатори.
У 1987 році Віраппан викрав і вбив лісника міста Сатьямангалам на ім'я Чідамбарам з Таміл Наду. Це привернуло увагу індійського уряду до його діяльності. Він привернув додаткову увагу вбивством старшого офіцера Лісової Служби Індії (IFS) Панділлапаллі Шрініваса в листопаді 1991 року. В серпні 1992 року він організував засідку на групу поліції, до складу якої входив старший офіцер IFS Харікрішна.
Віраппан вбивав і цивільних людей, він вбив чоловіка з рідного села через те, що він побачив як той їхав у поліцейському джипі. Він регулярно вбивав будь-кого, кого він підозрював у співпраці з поліцією. Через політичну нестабільність в країні Віраппан міг легко втекти з одного штату в інший. Проблеми з юрисдикцією штату також не дозволяли поліцейським в'їжджати в інші штати, щоб затримати Віраппана.

### Вибух у Паларі
У Говіндападі, місто Меттур, Віраппан убив людину-бандарі, яку він підозрював у інформуванні поліцейських. У результаті для проведення слідчих дій було задіяно 41-особову групу поліцейських та працівників лісництва. 9 квітня 1993 року під двома автомобілями, якими їхала група, здетонували саморобні наземні міни. Вибух стався в Паларі, поблизу пагорбів Малай Махадесвара (сучасний Чамараджанагар, штат Карнатака), і вбив 22 членів команди. Ця подія відома як вибух у Паларі, і вона була наймасовішим убивстом, вчиненим Вірапанном.

### Спеціальна оперативна група
У 1992 році уряди штатів Карнатака і Таміл Наду сформували спеціальну оперативну групу, з ціллю зловити та заарештувати Віраппана. У Таміл Наду його очолив Санджай Арора, а в Карнатаці — Шанкар Бідрі з Волтером Деварамом як співголовою. У лютому 1992 року лейтенант що був таємною людиною Віраппана Гурунатан був убитий оперативною групою Карнатаки. Через три місяці Віраппан напав на поліцейську дільницю Рамапура в Коллегалі, вбив кількох поліцейських і захопив зброю та набої. У серпні 1992 року Віраппан влаштував пастку для Шакіла Ахмеда, убивши його разом з п'ятьма іншими поліцейськими. Після цього загони спеціального призначення Карнатаки і Тамілнаду почали посилені операції з прочісування вздовж прикордонних районів двох штатів, а також навколо рідного села Віраппана, Гопінатхам.
Завдяки цим операціям під керівництвом Санджая Арори та Шанкара Бідарі чисельність банди Віраппана була скорочена всього до п'яти членів. Були проведені зустрічі з жителями села Гопінатхам і оголошено винагороду за впіймання Віраппана. У 1993 році оперативна група заарештувала дружину Віраппана, Мутулакшмі, і звинуватила її в пособництві, але вона була виправдана за всіма звинуваченнями.

### Викрадення Раджкумара
30 липня 2000 року Віраппан викрав відомого актора кіно мови каннада Раджкумара та трьох інших людей із Додда Гаджанура, села в районі Сатьямангалам талук Ероде поблизу кордону Таміл Наду та Карнатаки, де актор відвідував церемонію новосілля. У Бангалорі, а також в інших частинах Карнатаки виникли громадські протести та заворушення. Бандх, або страйк, також стався 22 вересня в Бангалорі. Головний міністр Карнатаки та співробітники поліції звернулися за допомогою до уряду Тамілнаду та відвідали Ченнай в пошуках допомоги. Р. Гопал, редактор тамільського журналу Nakkeeran, брав участь у кількох раундах переговорів з Віраппаном. Віраппан вимагав справедливості для Тамілнаду у суперечці двох штатів щодо води річки Кавері, а також вимагав зробити тамільську мову другою офіційною мовою Карнатаки та звільнити деяких тамільських політичних в’язнів, ув’язнених у Тамілнаді. Віраппан утримував Раджумара 108 днів і, нарешті, він був звільнений у здоровому стані у листопаді 2000 року. Пізніше поліцейський чиновник припустив, що уряд Карнатаки заплатив викуп за його звільнення у обсязі 20 крор рупій.

### Викрадення Х. Нагаппи
25 серпня 2002 року Віраппан викрав Х. Нагаппу, колишнього міністра Карнатаки, з його села Камагере, район Чамараджанагар. Нагаппа був міністром сільськогосподарського маркетингу з 1996 по 1999 рік. Об’єднані оперативні групи штатів Карнатака і Таміл Наду працювали з поліцією Керали, щоб допомогти звільнити Нагаппу. Спроба звільнення не вдалася, і Нагаппу знайшли мертвим через три місяці в лісі Карнатаки. Винагорода, запропонована урядом штату Карнатака, була збільшена до 15 мільйонів рупій.

### Інші викрадення
Протягом 1990-х років Віраппан регулярно викрадав поліцейських та інших осіб і вимагав за них викуп. Вважається, що викуп часто сплачувався без офіційного розголосу. У липні 1997 року він викрав дев'ятьох лісників у лісах Буруде в районі Чамараджанагар. У цьому випадку заручників звільнили цілими та неушкодженими через кілька років, хоч за викуп ніхто і не платив. Також вважається, що Віраппан закопав великі суми грошей у різних частинах лісу; у 2002 році поліція забрала 3,3 мільйона рупій у членів його банди.
Заборонені в Індії організації, як-от Тамільські національні війська відновлення (TNRT) і Армія визволення Тамілнаду, допомогли Віраппану створити образ Робін Гуда та скласти умови переговорів, коли він викрадав важливих людей. Колатур Мані, президент громадського руху Dravidar Viduthalai Kazhagam, колишньої партії Periyar Dravidar Kazhagam (PDK), був заарештований і притягнутий до суду як співучасник кількох злочинів Віраппану, хоча пізніше був виправданий через відсутність доказів.

## Смерть
18 жовтня 2004 року Віраппан і троє його приплічників були вбиті спеціальною оперативною групою Таміл Наду та Н. К. Сентхамарай Каннан під керівництвом К. Віджаякумара.
Зіткнення сталося поблизу села Паппарапатті в районі Дхармапурі, Таміл Наду. Пполіцейський під прикриттям заманив Віраппана та його людей у машину швидкої допомоги під приводом того, що він відвезе їх до Дхармапурі для лікування. Спеціальна оперативна група Тамілнаду, яка спостерігала за його пересуваннями протягом кількох місяців, оточила машину швидкої допомоги, і бандити були вбиті під час перестрілки.
Операція отримала назву Operation Cocoon. Під час операції також були вбиті приплічники Віраппана Сетукулі Говіндан, Чандре Гоудар і Сетумані.
Його смерть називали «смертю демона». Жителі його рідного села, Гопінатхам почали святкувати, дізнавшись про цю новину.
Кілька правозахисників, які виступили від імені Центру захисту громадянських свобод (CPCL), стверджували, що непрямі докази вказують на те, що Віраппан був убитий поліцією після тортур. Після смерті Віраппана Департамент лісів і туризму штату Карнатака рекламував Гопінатхам як місце для екотуризму.
Віраппана поховали в Мулаккаду поблизу Меттура в Таміл Наду. Поліція планувала кремацію, але вирішила поховати його після заперечень від родичів Віраппана. Його похорони відвідали тисячі людей.